# Liga Española de Baloncesto 1982-1983
La Liga Española de Baloncesto 1982-1983 è stata la 27ª edizione del massimo campionato spagnolo di pallacanestro maschile. La vittoria finale è stata ad appannaggio del Barcellona.

## Risultati

### Stagione regolare
|     | Squadra              | G  | V  | N | P  | PF    | PS    | P.ti | Qualificazione                   |
| --- | -------------------- | -- | -- | - | -- | ----- | ----- | ---- | -------------------------------- |
| 1.  | Barcellona           | 26 | 25 | 0 | 1  | 2.822 | 2.217 | 50   | spareggio per il titolo          |
| 2.  | Real Madrid          | 26 | 25 | 0 | 1  | 2.798 | 2.167 | 50   | spareggio per il titolo          |
| 3.  | Areslux Granollers   | 26 | 17 | 2 | 7  | 2.394 | 2.195 | 36   |                                  |
| 4.  | CAI Saragozza        | 26 | 16 | 1 | 9  | 2.191 | 2.130 | 33   |                                  |
| 5.  | Inmobanco            | 26 | 16 | 0 | 10 | 2.279 | 2.173 | 32   |                                  |
| 6.  | Miñón Valladolid     | 26 | 15 | 0 | 11 | 2.512 | 2.514 | 30   |                                  |
| 7.  | Juventud Badalona    | 26 | 14 | 1 | 11 | 2.394 | 2.434 | 29   |                                  |
| 8.  | Cotonificio Badalona | 26 | 13 | 0 | 13 | 2.228 | 2.261 | 26   |                                  |
| 9.  | Manresa EB           | 26 | 10 | 0 | 16 | 2.156 | 2.348 | 20   |                                  |
| 10. | Estudiantes          | 26 | 8  | 1 | 17 | 2.202 | 2.410 | 17   |                                  |
| 11. | OAR Ferrol           | 26 | 7  | 2 | 17 | 2.201 | 2.241 | 16   |                                  |
| 12. | Caja de Ronda        | 26 | 6  | 0 | 20 | 2.040 | 2.285 | 12   |                                  |
| 13. | CD Basconia          | 26 | 3  | 3 | 20 | 2.177 | 2.448 | 9    |                                  |
| 14. | Obradoiro CAB        | 26 | 2  | 0 | 23 | 1.895 | 2.466 | 3    | retrocesso in Primera División B |

### Spareggio per il titolo
| Squadra 1  | Risultato | Squadra 2   |
| ---------- | --------- | ----------- |
| Barcellona | 76 - 70   | Real Madrid |

## Formazione vincitrice
| N° | Naz.                   | Ruolo | Sportivo                  |  | Alt. |  |
| -- | ---------------------- | ----- | ------------------------- |  | ---- |  |
| 4  | Spagna (bandiera)      | C     | Luis Miguel Santillana    |  | 205  |  |
| 5  | Spagna (bandiera)      | P     | Joaquim Costa             |  | 184  |  |
| 6  | Spagna (bandiera)      | A     | Chicho Sibilio            |  | 200  |  |
| 7  | Spagna (bandiera)      | P     | Ignacio Solozábal         |  | 185  |  |
| 8  | Spagna (bandiera)      | AP    | Manolo Flores             |  | 193  |  |
| 9  | Spagna (bandiera)      | AP    | Pedro Ansa                |  | 192  |  |
| 10 | Stati Uniti (bandiera) | C     | Marcel Starks             |  | 203  |  |
| 11 | Spagna (bandiera)      | C     | Juan Domingo de la Cruz   |  | 206  |  |
| 12 | Spagna (bandiera)      | AG    | Rafa Vecina               |  | 205  |  |
| 15 | Spagna (bandiera)      | GA    | Juan Antonio San Epifanio |  | 198  |  |
|    | Spagna (bandiera)      | All.  | Antoni Serra              |  |      |  |